# (468371) 2016 FL36
(468371) 2016 FL36 es un asteroide perteneciente al cinturón de asteroides, descubierto el 24 de mayo de 2001 por el equipo Spacewatch desde el Observatorio Nacional de Kitt Peak (Arizona, Estados Unidos).